# Aksel Schiøtz
Aksel Schiøtz (Roskilde, Dinamarca, 1 de septiembre de 1906 - Copenhague, 19 de abril de 1975) fue un tenor danés.

## Biografía
Tenor, barítono y pedagogo fue hijo de un arquitecto que lo instó a seguir una profesión académica. Participó del coro masculino de Copenhague y estudió en la Escuela Real de Opera y luego en Estocolmo con John Forsell, maestro de Jussi Björling. 
Se casó en 1931 y debutó como Ferrando en Cosí fan tutte en 1936 en la Ópera Real destacándose como tenor mozartiano y de canciones (Lieder).
En 1946 actuó en Inglaterra, en el Festival de Glyndebourne en el estreno de El rapto de Lucrecia de Britten con Kathleen Ferrier.
Ese mismo año sobrevivió a un cáncer en el nervio acústico que le dejó la mitad de la cara paralizada, se rehabilitó y regresó al escenario en 1948. 
En 1950 otro tumor en el cerebro le quitó habilidades pero logró superarlas regresando a escena como barítono.
Sus grabaciones de los ciclos de Schubert y Schumann son muy apreciadas, especialmente Die schöne Müllerin y Dichterliebe.
A partir de 1955 se dedicó a la enseñanza, en la Universidad de Minnesota; Royal Conservatory of Music, la Universidad de Toronto; Universidad de Colorado y la Royal Danish School of Educational Studies in Copenhague.
Escribió The Singer And His Art (New York, 1969).